# Вайвари

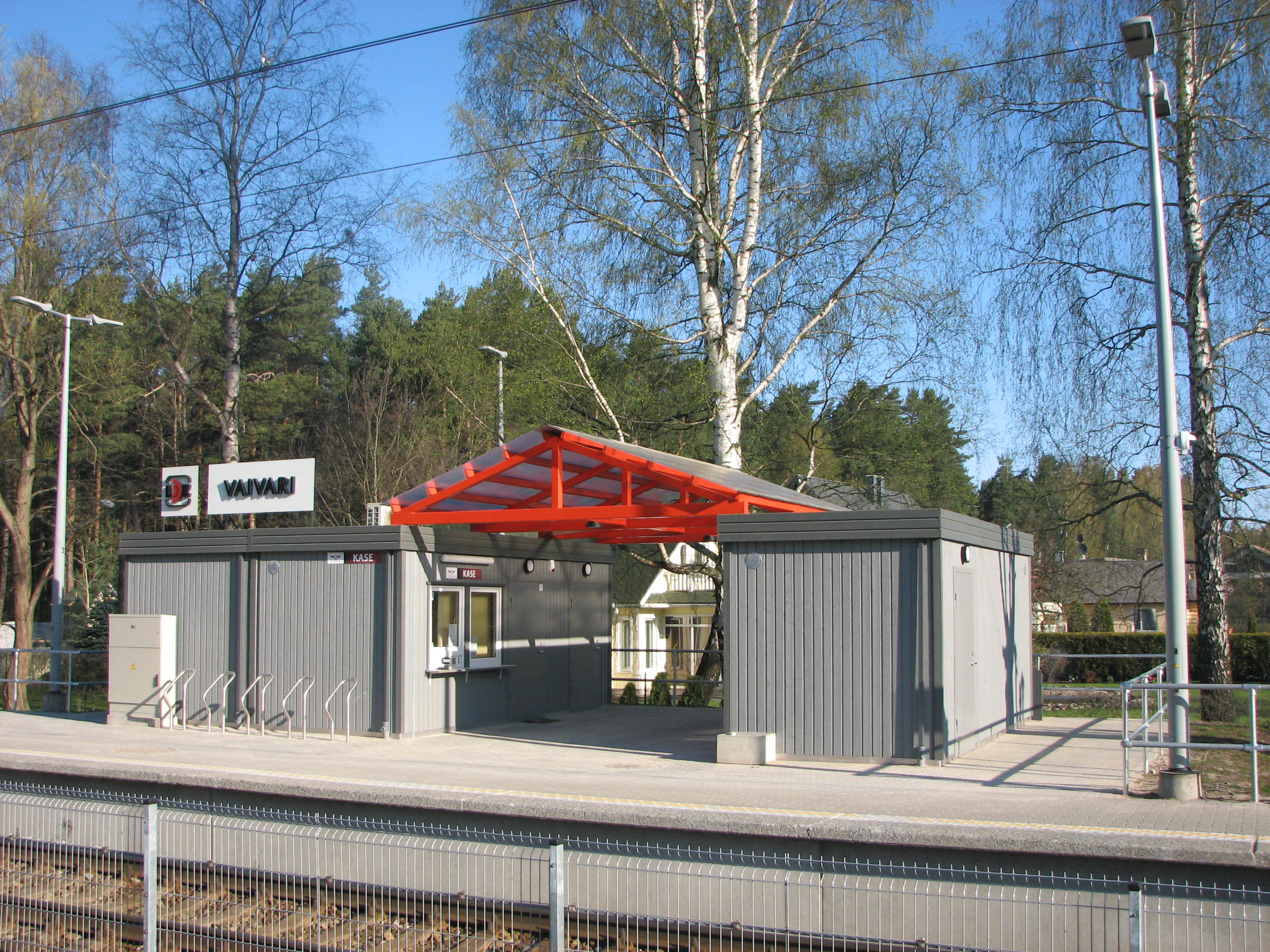
Железнодорожная станция Вайвари

Ва́йвари (латыш. Vaivari) — район латвийского города-курорта Юрмалы, расположенный в 30 км от центра Риги. Вайвари часто называют самым тихим местом Рижского взморья. Это одна из самых малозаселённых частей Юрмалы. Находится между Каугури (Юрмала) и Асари.
В Вайвари располагается кемпинг-клуб «Немо» с пляжем, который является довольно популярным местом для посещения у местных жителей.

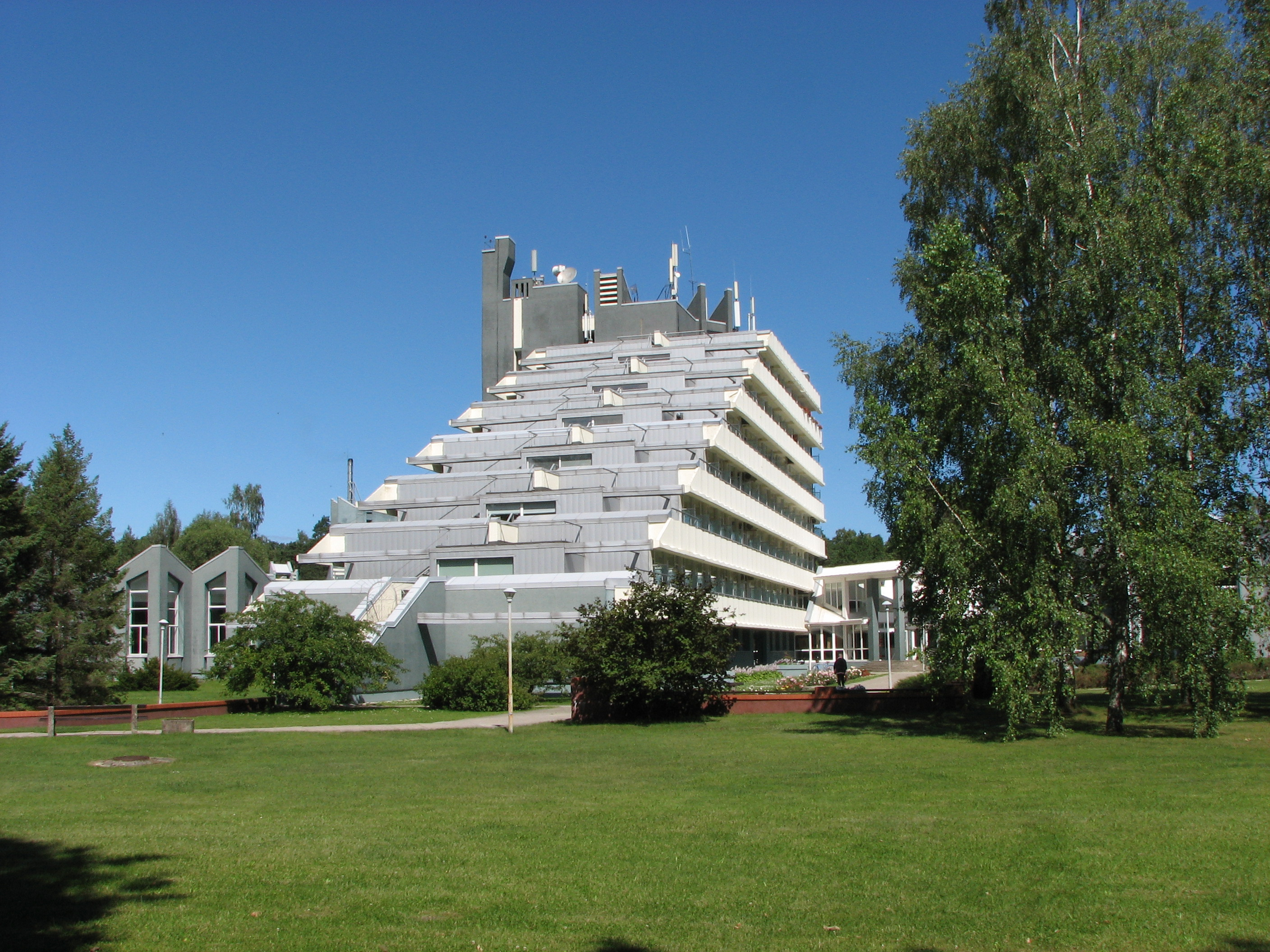
Национальный реабилитационный центр Вайвари в Юрмале (в советское время — пансионат «Старт»).

## Транспорт
На территории Вайвари есть одноимённый железнодорожный остановочный пункт. Эта станция открылась в 1927 году и называлась тогда «Асари 2». Позднее, в 1938 году, станцию переименовали в Вайвари. По линии регулярно курсируют электропоезда, на которых можно добраться до центра Риги за 46 минут. Также проходят несколько автобусных маршрутов, соединяющих близлежащие районы Юрмалы.